# Tadanori Yokoo

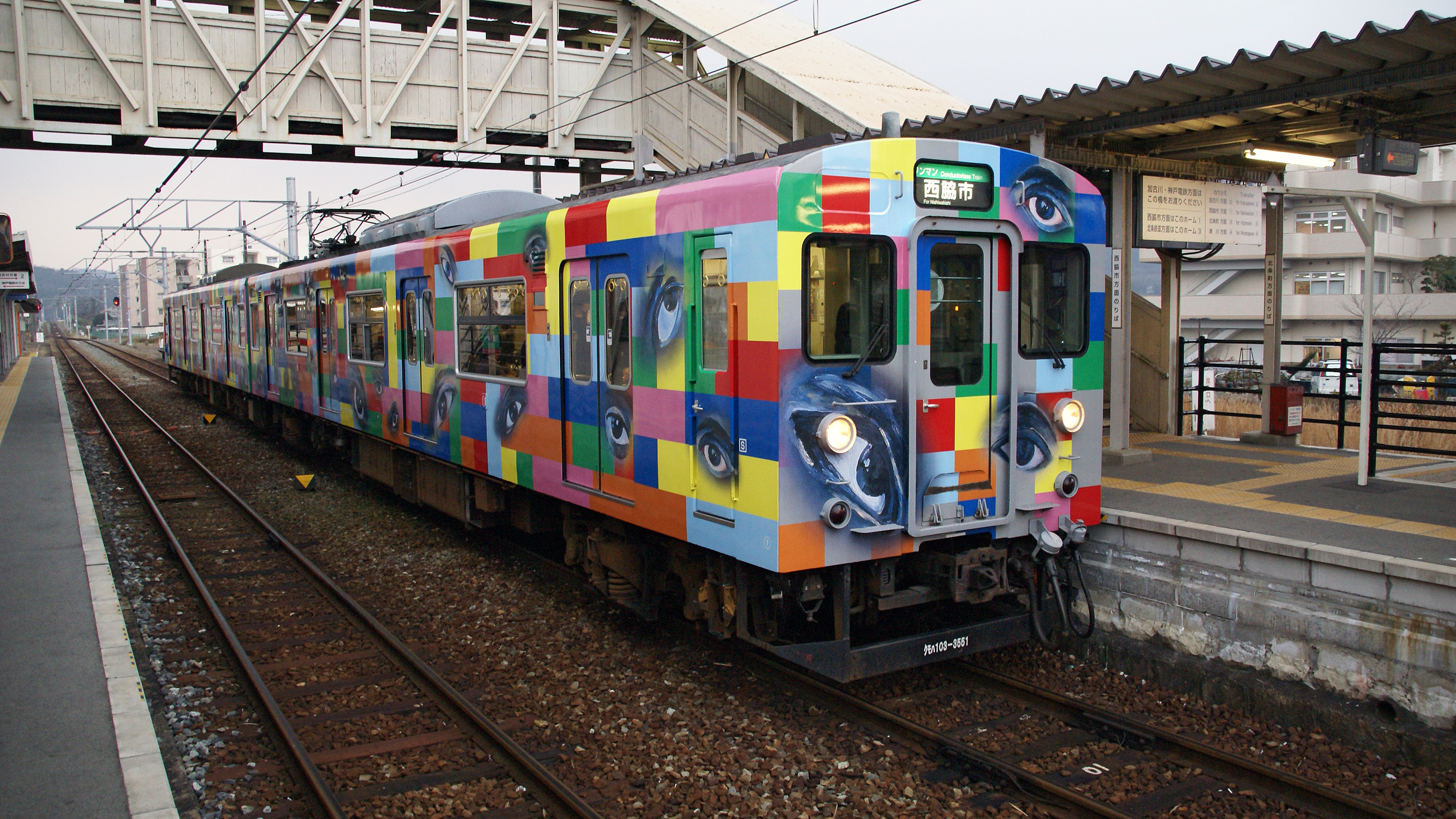
Treno con occhi di Tadanori Yokoo. Linea Kakogawa 2005.

Tadanori Yokoo (横尾 忠則?, Yokoo Tadanori; Nishiwaki, 27 giugno 1936) è un pittore, illustratore e grafico giapponese.

## Biografia

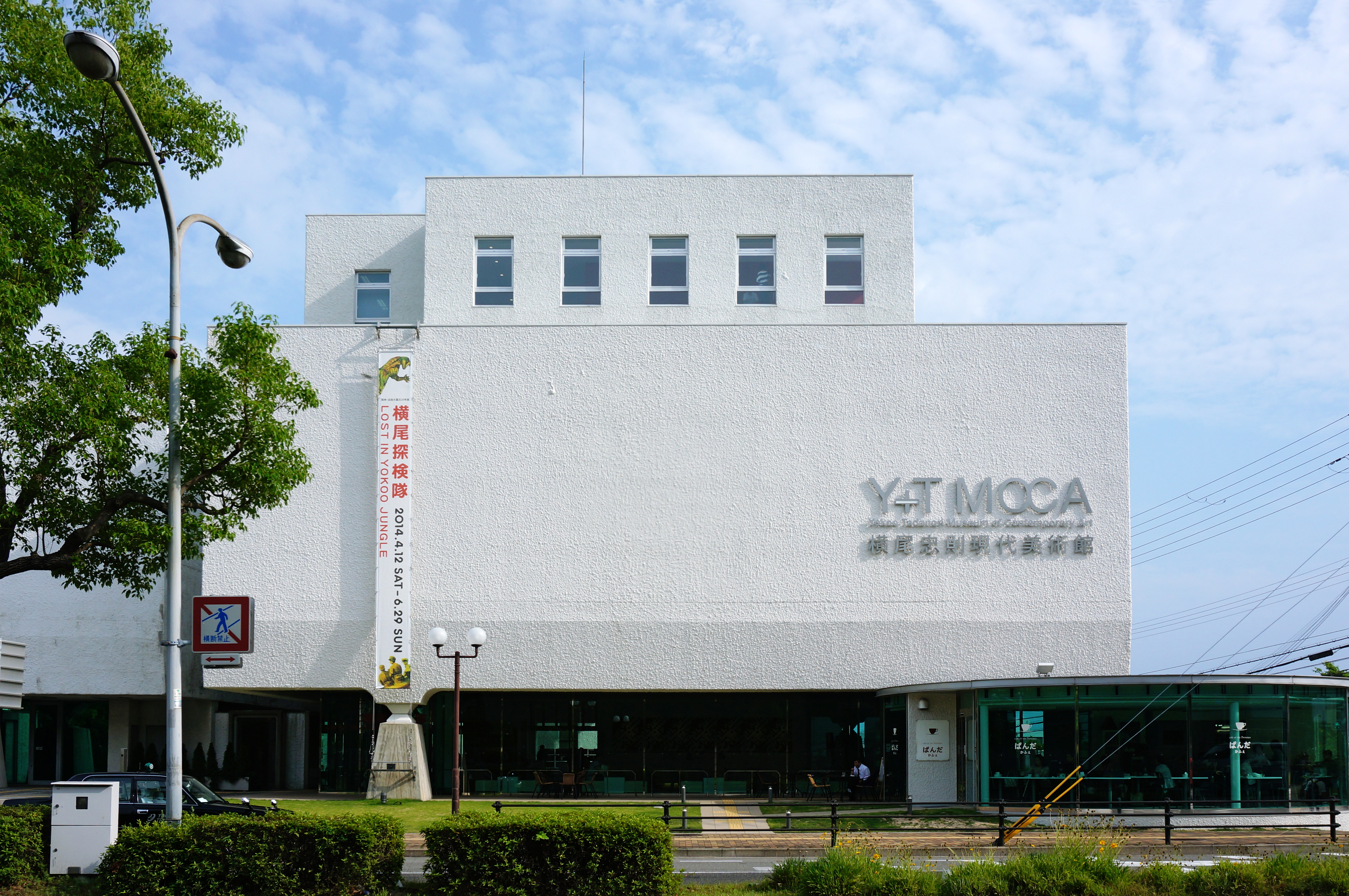
Yokoo Tadanori Museum of Contemporary Art, Kōbe

Nato nella prefettura di Hyōgo, viene adottato da anziani parenti grossisti di tessuti per kimono. Durante l'adolescenza trova ispirazione nelle decorazioni tradizionali per kimono e nelle illustrazioni per l'infanzia.Per molto tempo ricopia immagini esistenti, particolarmente le etichette sui tessuti di kimono, i cui disegni mescolavano motivi occidentali e giapponesi , tra il cattivo gusto e il mistero magico , le carte da gioco Menko (めんこ o 面子?) che ritraevano immagini di samurai, stelle del cinema e dello sport. Questo genere di linguaggio visivo, nel quale si immerge per tutta l’infanzia, diventa parte fondante della sua formazione. Tra il 1956 ed il 1959, nel dopo la guerra, terminate le scuole superiori, lavora come grafico per quotidiano Kobe Shinbun.Nel 1960 all'età di 21 anni , dopo il matrimonio , si trasferisce a Tokyo per lavorare presso un'agenzia pubblicitaria. Successivamente lavora per il Nippon Design Center presieduto da Ikko Tanaka (田中 一光?) . In quegli anni la capitale era nel bel mezzo di violente rivolte studentesche contro il Trattato di mutua cooperazione e sicurezza tra Stati Uniti d'America e Giappone. L’arte è fortemente influenzata dalla semplicità e dal funzionalismo del movimento moderno occidentale. In questo background mutevole, Yokoo troverà una sua peculiare collocazione, diventandone interprete originale. Nel 1969 vince il gran premio, nella sezione giovani, della Biennale di Parigi, a cui segue, nel 1972, una mostra personale al Museum of Modern Art di New York. Negli anni seguenti espone in tutto il mondo, come le biennali di Venezia, di Parigi e San Paolo e allestito mostre personali in vari musei d'arte moderna giapponesi. Nel novembre 2012 viene aperto il Yokoo Tadanori Museum of Contemporary Art a Kōbe. Nel 2015 è stato insignito del Premio Imperiale per la pittura.

## Stile

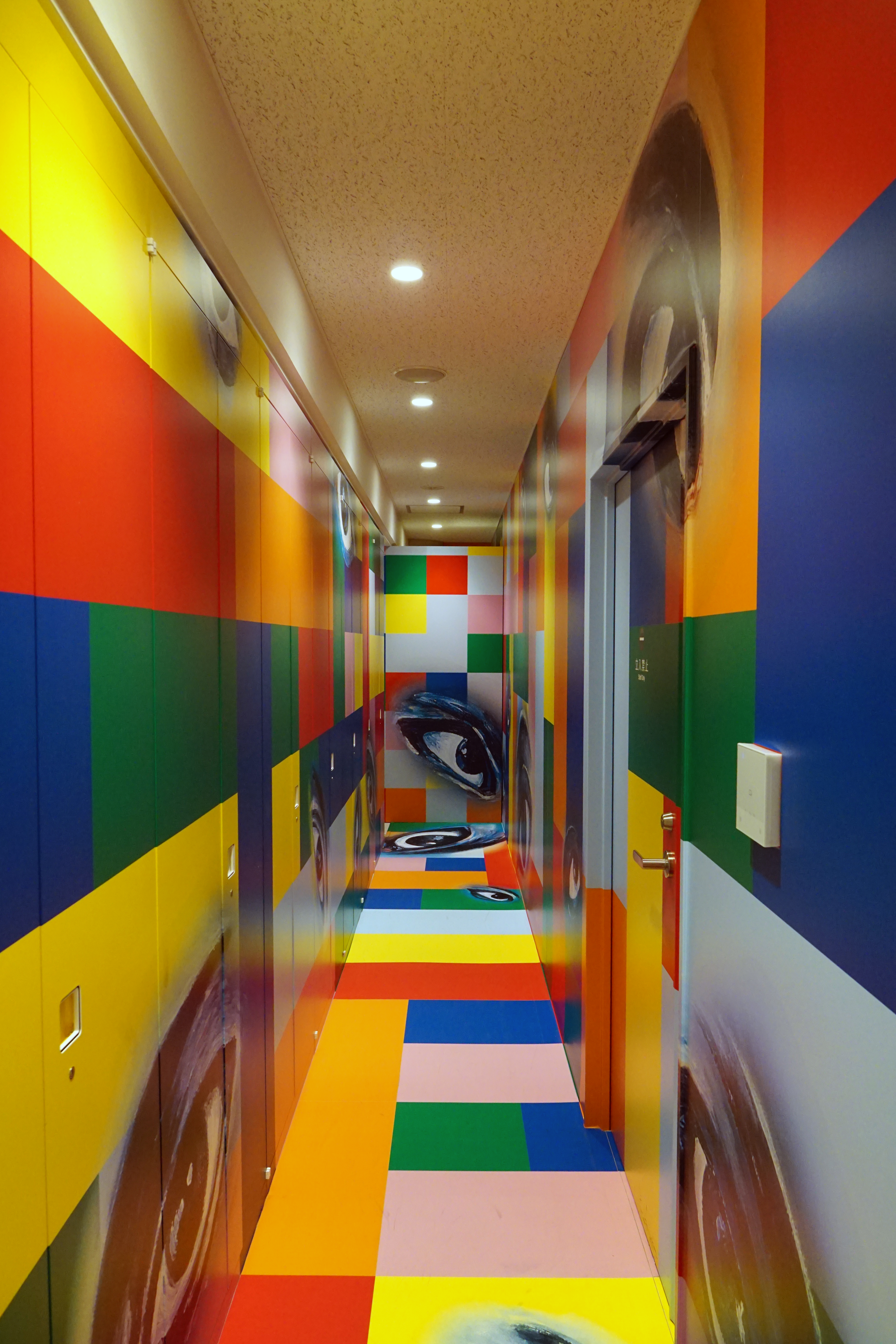
Interno dello Yokoo Tadanori Museum of Contemporary Art

Il suo approccio è immediatamente riconoscibile e personale. La sua opera si colloca in una zona permeabile tra arte e cultura popolare.Piuttosto che seguire ciecamente il mantra funzionalista del Modernismo, Yokoo introduce nei suoi manifesti commerciali gli elementi grafici e creativi della sua infanzia con uno stile che combina una gamma di colori brillanti, persino sfarzosi, con tecniche che giustappongono iconografie incoerenti e singolari. La passione e la curiosità di una generazione giapponese cresciuta con la cultura popolare americana e i nuovi media, i valori, mutevoli, di rifiuto della tradizione trovano espressione simbolica nella sua grafica disinibitache non abbandona completamente il proprio retaggio, incarnando l’epoca in trasformazione con linee dai bordi netti e colori vivaci, da fumetto e libri per l’infanzia, muovendosi tra pop art , leggerezza stilistica degli anni ’20 e antichi e strutturati idiomi tipicamente giapponesi.
Negli anni ‘80, sposta la sua attenzione dalla grafica alla pittura, pur non abbandonando completamente il lavoro di designer. Da allora trascorre gran parte del tempo sulla tela nel suo studio di Tokyo. L'approccio di Yokoo alla pittura è una sorta di lotta con le proprie esperienze di vita. Apparentemente privi di confini e regole, i suoi dipinti sono caldi, autobiografici e mistici, attingendo a influenze a prima vista incoerenti come misticismo, estetica giapponese, poster psichedelici ,fantascienza e fumetto.